# Oléoduc Pan-européen

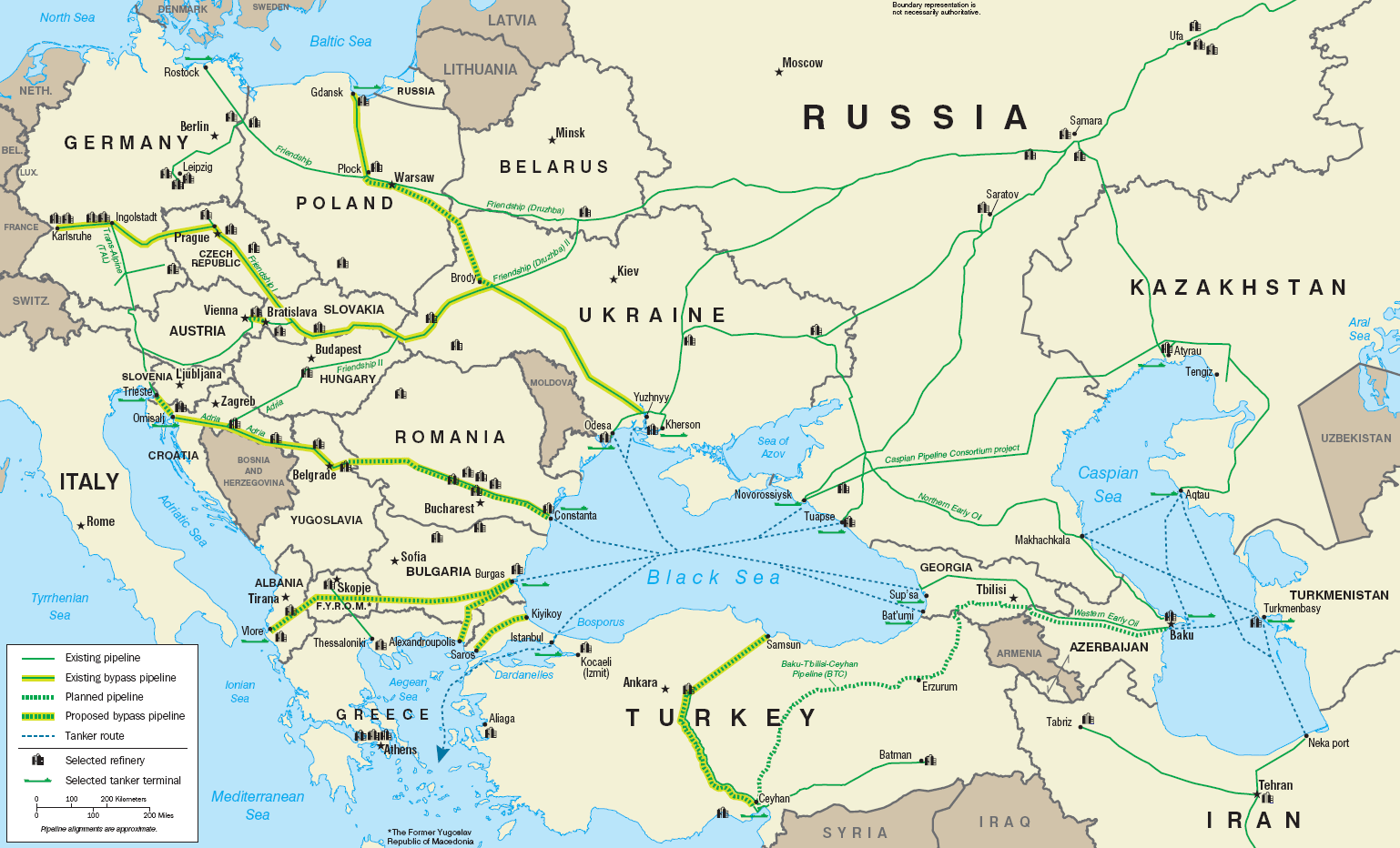
Carte des oléoducs en Europe.

 (octobre 2015).
Si vous disposez d'ouvrages ou d'articles de référence ou si vous connaissez des sites web de qualité traitant du thème abordé ici, merci de compléter l'article en donnant les références utiles à sa vérifiabilité et en les liant à la section « Notes et références ».
L'oléoduc Pan-européen ou Pan-European Oil Pipeline (PEOP) est un projet d'oléoduc reliant Constanța en Roumanie à Trieste en Italie, en passant par la Serbie, la Croatie et la Slovénie. Le but de l'oléoduc est d'éviter le Bosphore. À Trieste, l'oléoduc Pan-européen serait connecté à l'oléoduc Transalpin.
Le projet a été proposé en 2002. L'oléoduc mesurerait 1 856 kilomètres pour un coût de 3,5 milliards d'€, avec une capacité de 1,2 à 1,8 million de barils par jour. Il était censé être opérationnel en 2012.

Oléoduc Pan-européen.